# Slobozia Moară
Slobozia Moară è un comune della Romania di 2 285 abitanti, ubicato nel distretto di Dâmbovița, nella regione storica della Muntenia.